# Escudo de Dublín
El escudo de la ciudad de Dublín fue otorgado en 1607 a su corporación municipal, reinando sobre Irlanda Jacobo I de Inglaterra y VI de Escocia.

## Blasonamiento
En campo de azur, tres castillos ardientes de plata, donjonados, almenados, mamposteados de sable, aclarados del campo y bien colocados. Por tenantes en su color y portando una rama de olivo de sinople, en la diestra, la ley sosteniendo una espada de plata y, en la siniestra, la justicia con una balanza; las tenantes terrasadas de plata cargada la terraza de matas con flores en su color. Por divisa "Obedientia Civium Urbis Felicitas" de sable, en una lista de oro.

El escudo de la capital irlandesa cuenta con un campo de azur (azul heráldico) que simboliza el agua que rodeaba las antiguas murallas de la ciudad. Los tres castillos ardiendo son de plata (blancos), donjonados (con tres torres cada uno siendo la central más elevada) y están bien colocados (dos en la parte superior y uno en la inferior). No existe acuerdo sobre su simbolismo: se ha defendido que puede tratarse del Castillo de Dublín repetido tres veces, tres torres de las antiguas murallas o tres puertas que daban acceso al asentamiento vikingo. En el sello más conocido de la ciudad, datado en el siglo XIII, aparece por primera vez representado su castillo. En él se puede observar una fortaleza con tres torres torres sometida a un asedio. Aunque han existido algunas variantes con otros adornos exteriores, las armas de Dublín siempre han mostrado como tenantes a las personificaciones de la ley, portando una espada en la derecha del escudo  (izquierda del espectador) y la justicia, con una báscula a la izquierda. Las figuras de la ley y la justicia sostienen una rama de olivo de sinople (verde heráldico) y se encuentran terrasadas de plata (situadas sobre un montículo blanco). La terraza está cargada (adornada) con matas de flores que representan la esperanza y la alegría. En el escudo también se muestra el lema de la ciudad "Obedientia Civium Urbis Felicitas", que en latín significa "La obediencia de los ciudadanos produce una ciudad feliz". El lema aparece escrito en una lista (cinta) amarilla con letras de sable (negro heráldico).